# Albert Kerr

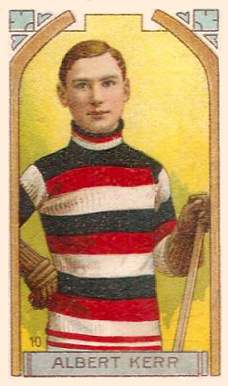
Albert Kerr med Ottawa Senators på ett ishockeykort.

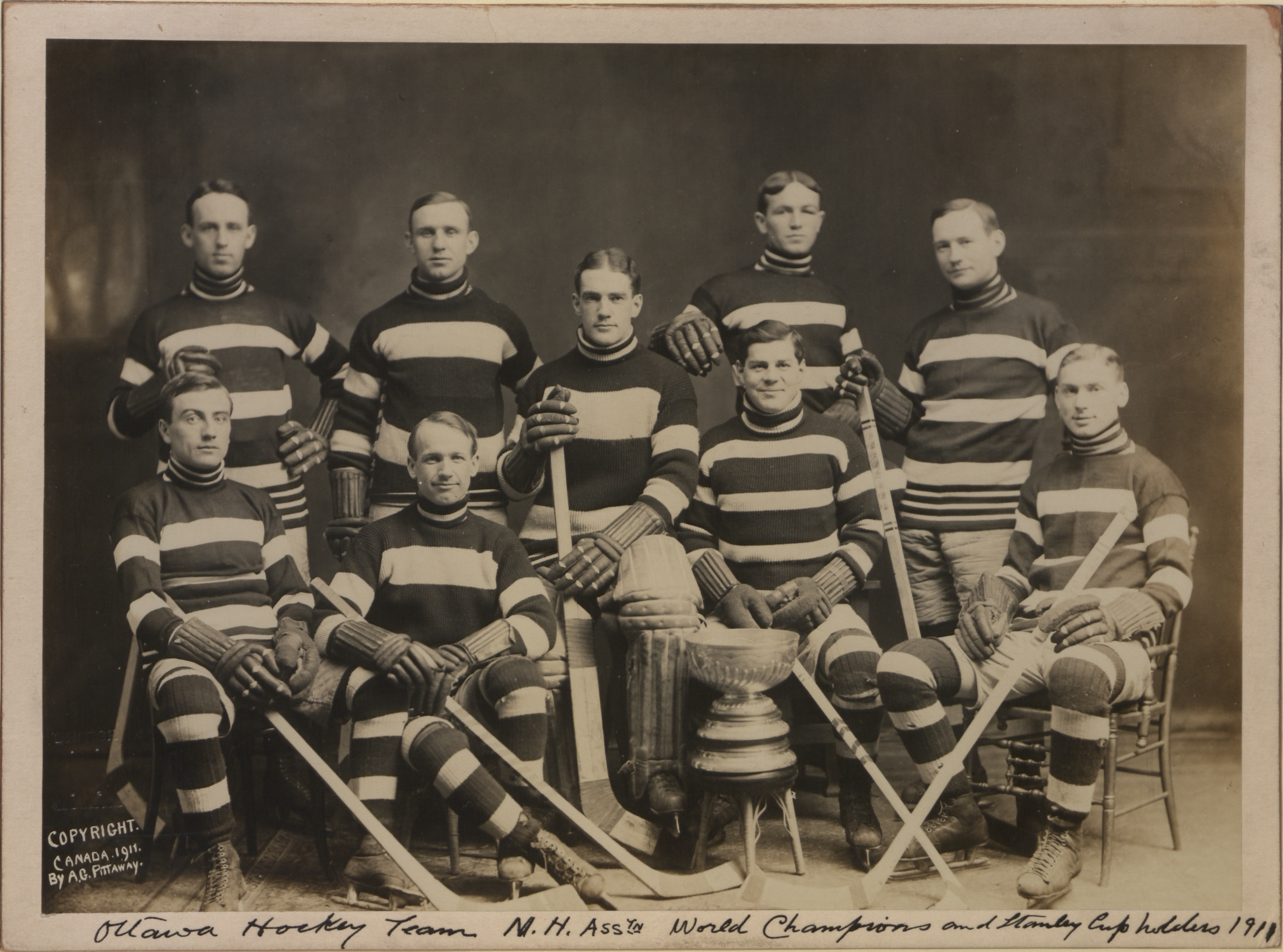
Albert Kerr, längst till höger, med Ottawa Senators och Stanley Cup 1911.

Albert Daniel "Dubbie" Kerr, född 19 juni 1888 i Brockville, Ontario, död 17 september 1941 i Iroquois Falls, Ontario, var en kanadensisk professionell ishockeyspelare.

## Karriär
Albert Kerr inledde sin professionella ishockeykarriär 1907 i USA med Pittsburgh Lyceum och Pittsburgh Athletic Club i Western Pennsylvania Hockey League. 1908 återvände han till Kanada och spelade för Toronto Professionals i Ontario Professional Hockey League.
Från 1909 till 1912 spelade Kerr för Ottawa Senators i Eastern Canada Hockey Association och National Hockey Association där han spelade bredvid centern Marty Walsh. På 38 matcher i NHA för Senators gjorde Kerr 65 mål och 1909, 1910 och 1911 var han med och vann Stanley Cup med laget.
Efter ett uppehåll från ishockeyn säsongen 1912–13 skrev Kerr på för Lester Patricks Victoria Aristocrats i PCHA på den kanadensiska västkusten säsongen 1913–14. Under sex säsonger med klubben i PCHA, inklusive säsongen 1916–17 då laget flyttade till Spokane i Washington och gick under namnet Spokane Canaries, gjorde Kerr 78 mål och 39 assists för totalt 117 poäng på 91 matcher.

## Statistik
| 1906–07            | Brockville HC            | OHA                | 4  | 15 | 0  | 15  | –   | – | – | – | – | – |
| 1907–08            | Pittsburgh Lyceum        | WPHL               | 1  | 0  | 0  | 0   | 0   | – | – | – | – | – |
|                    | Pittsburgh Athletic Club | WPHL               | 17 | 15 | 0  | 15  | 0   | – | – | – | – | – |
| 1908–09            | Pittsburgh Athletic Club | WPHL               | 7  | 4  | 0  | 4   | –   | – | – | – | – | – |
|                    | Toronto Professionals    | OPHL               | 3  | 6  | 0  | 6   | 9   | – | – | – | – | – |
|                    | Ottawa Senators          | ECHA               | 9  | 20 | 0  | 20  | –   | – | – | – | – | – |
| 1909–10            | Ottawa Senators          | CHA                | 1  | 3  | 0  | 3   | 9   | – | – | – | – | – |
| 1910               | Ottawa Senators          | NHA                | 4  | 8  | 2  | 10  | 31  | – | – | – | – | – |
|                    |                          | Stanley Cup        | –  | –  | –  | –   | –   | 1 | 0 | 0 | 0 | – |
| 1910–11            | Ottawa Senators          | NHA                | 16 | 33 | 0  | 33  | 45  | – | – | – | – | – |
|                    |                          | Stanley Cup        | –  | –  | –  | –   | –   | 2 | 2 | 0 | 2 | – |
| 1911–12            | Ottawa Senators          | NHA                | 18 | 24 | 0  | 24  | 35  | – | – | – | – | – |
| 1912–13            |                          |                    |    |    |    |     |     |   |   |   |   |   |
| 1913–14            | Victoria Aristocrats     | PCHA               | 16 | 20 | 11 | 31  | 15  | – | – | – | – | – |
| 1914–15            | Victoria Aristocrats     | PCHA               | 17 | 14 | 4  | 18  | 15  | – | – | – | – | – |
| 1915–16            | Victoria Aristocrats     | PCHA               | 18 | 16 | 12 | 28  | 46  | – | – | – | – | – |
| 1916–17            | Spokane Canaries         | PCHA               | 23 | 20 | 11 | 31  | 58  | – | – | – | – | – |
| 1917–18            |                          |                    |    |    |    |     |     |   |   |   |   |   |
| 1919               | Victoria Aristocrats     | PCHA               | 1  | 0  | 0  | 0   | 0   | – | – | – | – | – |
| 1919–20            | Victoria Aristocrats     | PCHA               | 16 | 8  | 1  | 9   | 12  | – | – | – | – | – |
| NHA totalt         | NHA totalt               | NHA totalt         | 38 | 65 | 2  | 67  | 111 | – | – | – | – | – |
| PCHA totalt        | PCHA totalt              | PCHA totalt        | 91 | 78 | 39 | 117 | 146 | – | – | – | – | – |
| Stanley Cup totalt | Stanley Cup totalt       | Stanley Cup totalt | –  | –  | –  | –   | –   | 3 | 2 | 0 | 2 | – |

Statistik från tabletop-sports.com och sihrhockey.org